# Matthias Deymann

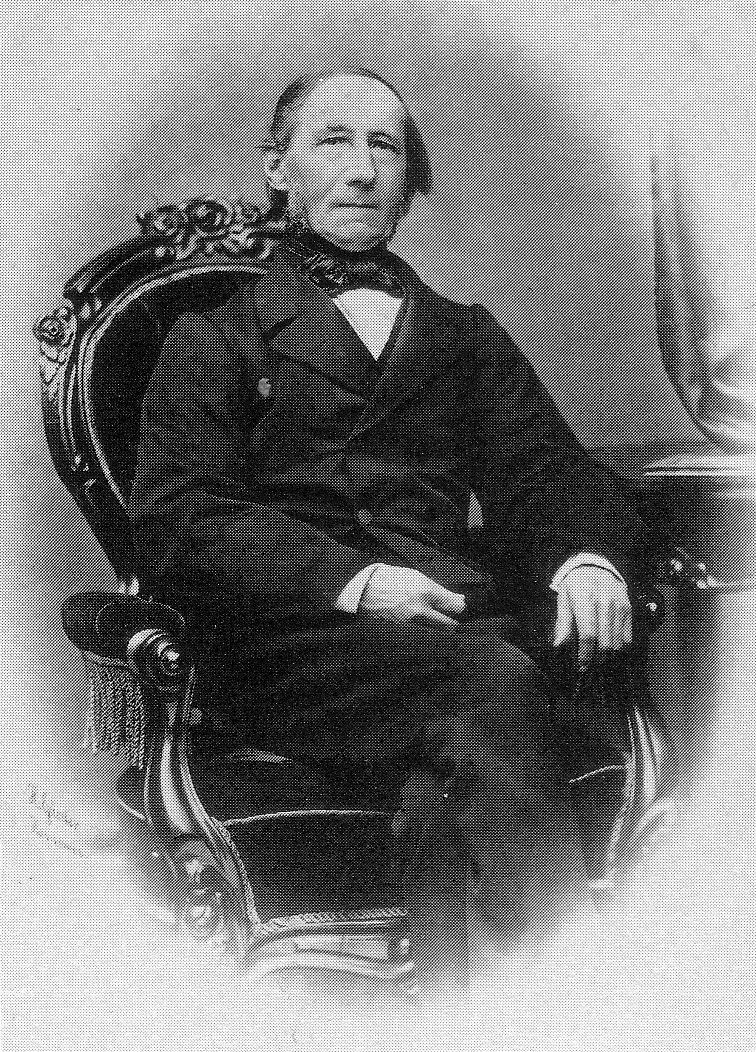
Matthias Deymann (1799–1871), Abgeordneter der Paulskirche, 1848

Matthias Deymann (* 17. Januar 1799 in Wesuwe bei Meppen; † 28. August 1871 in Bad Neuenahr) war ein deutscher Jurist und Politiker.

## Leben
Deymann war ein Sohn des Kaufmanns Johannes Henricus Deymann und seiner Ehefrau Anna Maria Elisabeth Heyl, Schwester des Präfekten Anton Heyl und des Meppener Bürgermeisters Franz Heyl. Aufgrund seiner Herkunft gehörte Matthias Deymann zum führenden Kreis im nördlichen Emsland. Der Wiener Kongress hatte dem Herzog von Arenberg die Standesherrschaft über die späteren Ämter Aschendorf, Hümmling, Haselünne und Meppen unter der Hoheit des Königreichs Hannover zugesprochen. Der Herzog, zugleich größter Landbesitzer, besaß standesherrliche Rechte insbesondere in der niederen Gerichtsbarkeit in seinem Herzogtum.
Von 1817 bis 1819 studierte Deymann Rechtswissenschaften in Göttingen und wurde dort Mitglied im Corps Guestphalia. Er promovierte 1820 und trat in den herzoglich-arenbergischen Dienst bis 1824. Anschließend arbeitete er in Meppen als Amtsassessor bis 1829, danach wieder als freier Advokat. 1837 wechselte Deymann als standesherrlich herzoglich-arenbergischer Rentkammerrat an die herzogliche Verwaltung in Meppen. Der im Mai 1850 zum standesherrlichen Regierungsrat ernannte Deymann wurde im Frühjahr 1852 Obergerichtsrat.
Politisch begann Deymanns Weg als Vertreter des Wahlkreises Hannover 22 (Sögel) in der Frankfurter Nationalversammlung. Er wurde am 2. Mai 1848 nach mehreren Wahlgängen mit 32 zu 20 Stimmen für Dr. Caspar Heyl in die Nationalversammlung gewählt. Er gehörte ihr vom 18. Mai 1848 bis zum 24. Mai 1849 an und trat der Fraktion "Pariser Hof" bei, die sich im Dezember 1848 als Abspaltung der Fraktion "Casino" gebildet hatte. Dieser konservativen und bundesstaatlich orientierten Verbindung gehörten 38 Männer an, darunter auch August Reichensperger. Nach 1866 war Deymann ein wichtiger Organisator der Wahlkämpfe des späteren Zentrumsführers Ludwig Windthorst, dessen Kandidatur von den Honoratioren und preußischen Behörden stets bekämpft wurde.